# 루시 로리에

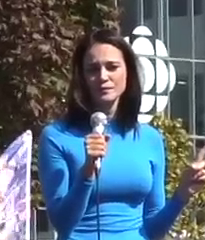

뤼시 로리에(Lucie Laurier, 1975년 3월 19일 ~ )는 캐나다의 연극 배우, 영화배우이다.
퀘벡주 롱괴유에서 태어났다.

## 영화
- 사랑은 부엉부엉 (2016년) - 캐롤 역
- 해체 (2013년)
- 니트로 (2007년) - 모게인 역
- 굿 캅 배드 캅 (2006년)
- 마스터즈 오브 호러 에피소드 5 - 초콜릿 (2005년)
- C'est pas moi, c'est l'autre (2004)
- 대단한 유혹 (2003년)
- 데인저러스 갱 (2001년)
- 크라임 서치 (1997년)
- 어싸인먼트 (1997년)
- 안느 트리스테 (1986년) - 사라 역